# 142752 Boroski
142752 Boroski è un asteroide della fascia principale. Scoperto nel 2002, presenta un'orbita caratterizzata da un semiasse maggiore pari a 2,5897334 UA e da un'eccentricità di 0,0428598, inclinata di 15,00412° rispetto all'eclittica.